# 토요타 마크 II 콰리스

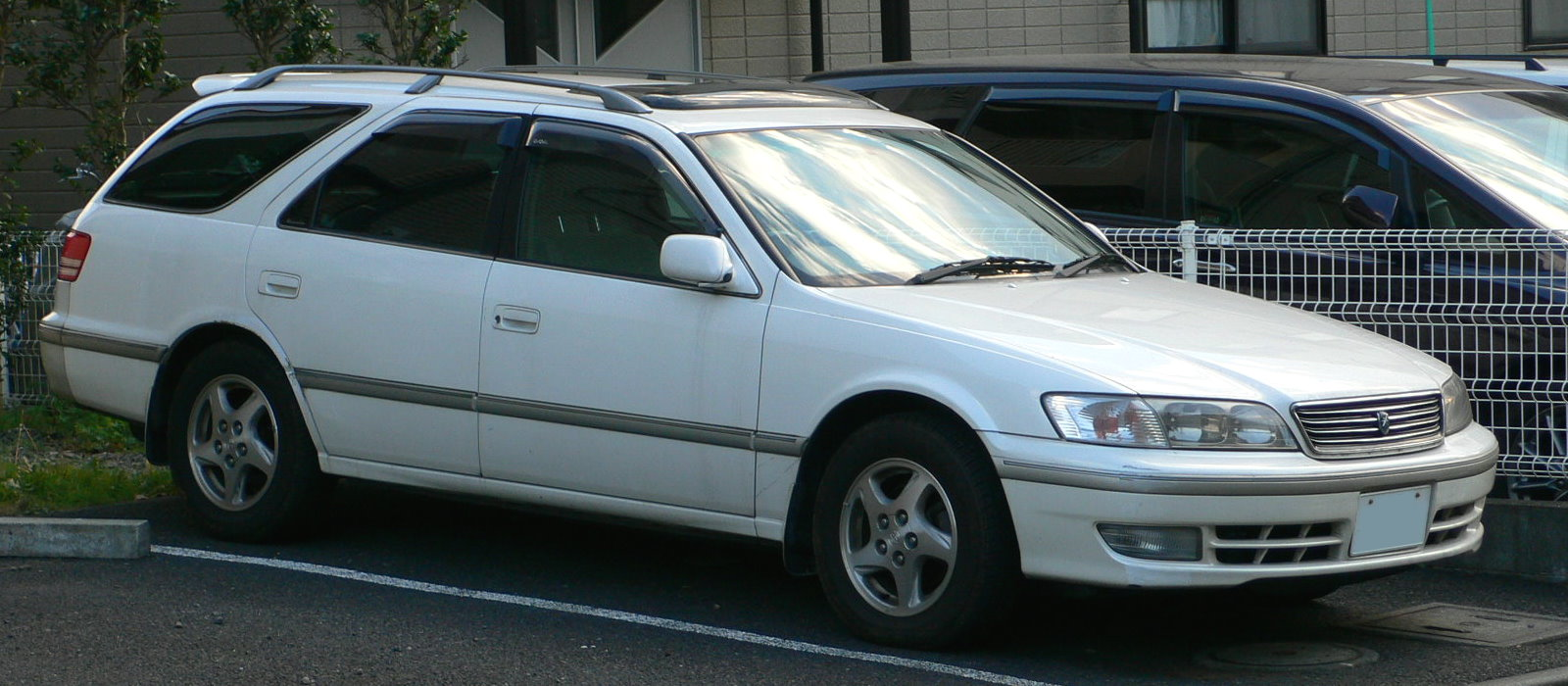
토요타 마크 II 콰리스(전기형) 정측면

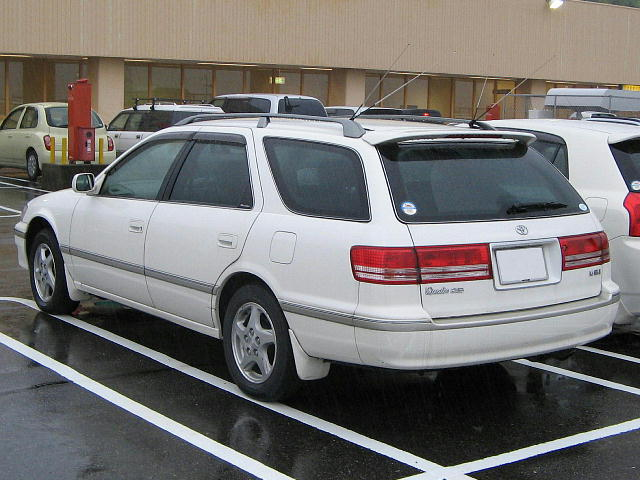
토요타 마크 II 콰리스(전기형) 후측면

토요타 마크 II 콰리스(Toyota Mark II Qualis)는 일본의 자동차 회사인 토요타가 생산·판매했던 중형 스테이션 왜건이다.
1997년 4월 14일에 X70계 마크 II 왜건의 후속 차종으로 출시되었다. 그러나 차명만 마크 II를 썼을 뿐, 실제로는 2세대 윈덤과 형제 차종인 캠리 그라시아를 기반으로 만들어졌다. 그럼에도 불구하고 앞부분은 마크 II 세단과 비슷한 형상을 가졌다. 역대 마크 II라는 차명을 쓴 차종 중에서 유일하게 전륜구동 방식이며, 기존 세단의 마크 II와 마찬가지로 4륜구동도 옵션으로 선택이 가능했다. 엔진의 경우 직렬 4기통 2.2L 5S-FE형, V6 2.5L 2MZ-FE형, V6 3L 1MZ-FE형이 각각 제공되었는데, 이 중에서 V6 3L 1MZ-FE형은 전륜구동만 선택할 수 있었다. 기본적으로 모노 그레이드와 패키지 옵션을 더한 구성이지만, 앞 좌석 에어백과 ABS 등 중요한 부분은 전 모델 모두 기본적으로 장비되었으며, 사이드 에어백 및 초상권 보호 유리, 스카이 훅 TEMS 등은 옵션으로 제공되었다. 예외적으로 V6 3L 1MZ-FE형 엔진이 장착된 모델은 선루프 및 TRC, CD 기능이 있는 멀티 AV, 스카이 훅 TEMS 등이 기본적으로 장비되었다.
1998년 8월에 부분 변경을 통해 염가형 휠이 X100계 후기형 마크 II의 것으로 바뀌었다.
1999년 8월에 소폭의 페이스 리프트를 감행하면서 앞·뒤 외형이 살짝 바뀌었고, 전용 내장 색상 및 오토 레벨링이 있는 HID 전조등을 갖춘 고성능 사양인 투어러 에디션이 추가되었다. 이와 동시에 V6 3L 1MZ-FE형 엔진은 VVT-i가 채용되었고, V6 2.5L 2MZ-FE형 엔진은 ECT-iE가 채용되었다.
2002년 1월에는 X110계 마크 II를 기반으로 한 후륜구동 방식의 후속 차종인 마크 II 블리트가 출시되어 단종되었다.

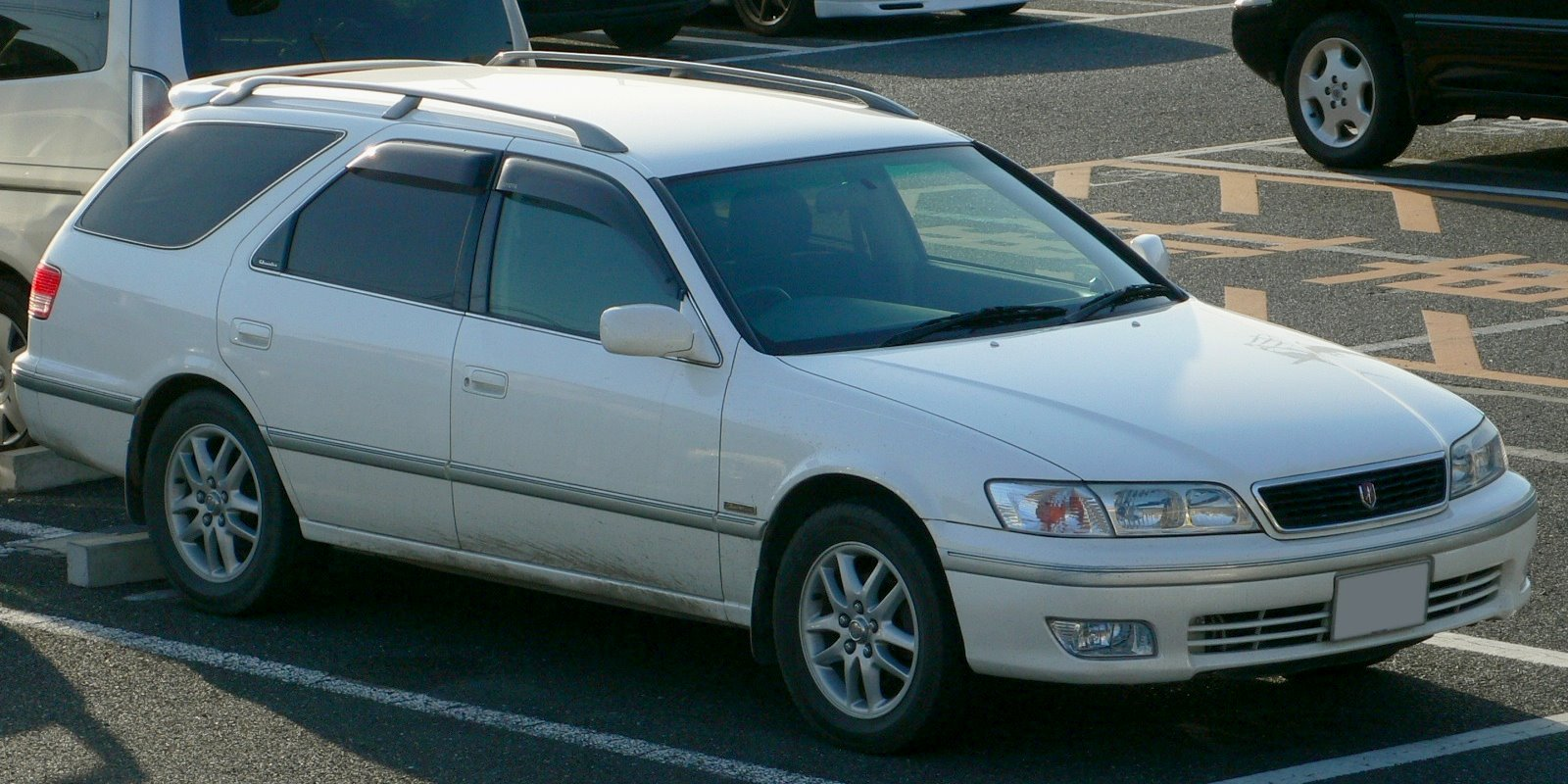
토요타 마크 II 콰리스(후기형) 정측면